# Okręg Warszawa Miasto Batalionów Chłopskich
I Okręg Warszawa Miasto Batalionów Chłopskich – jeden z okręgów w strukturze organizacyjnej Batalionów Chłopskich. Był silnie związany z Okręgiem Warszawa Województwo. Miasto Stołeczne Warszawa było siedzibą naczelnych władz podziemnego ruchu ludowego w okupowanej Polsce, a także Komendy Głównej Batalionów Chłopskich. W związku z tym sam okręg, w przeciwieństwie do pozostałych, nie był strukturą terytorialną, a odpowiadał raczej za obsługę i zabezpieczenie struktur centralnych ruchu.

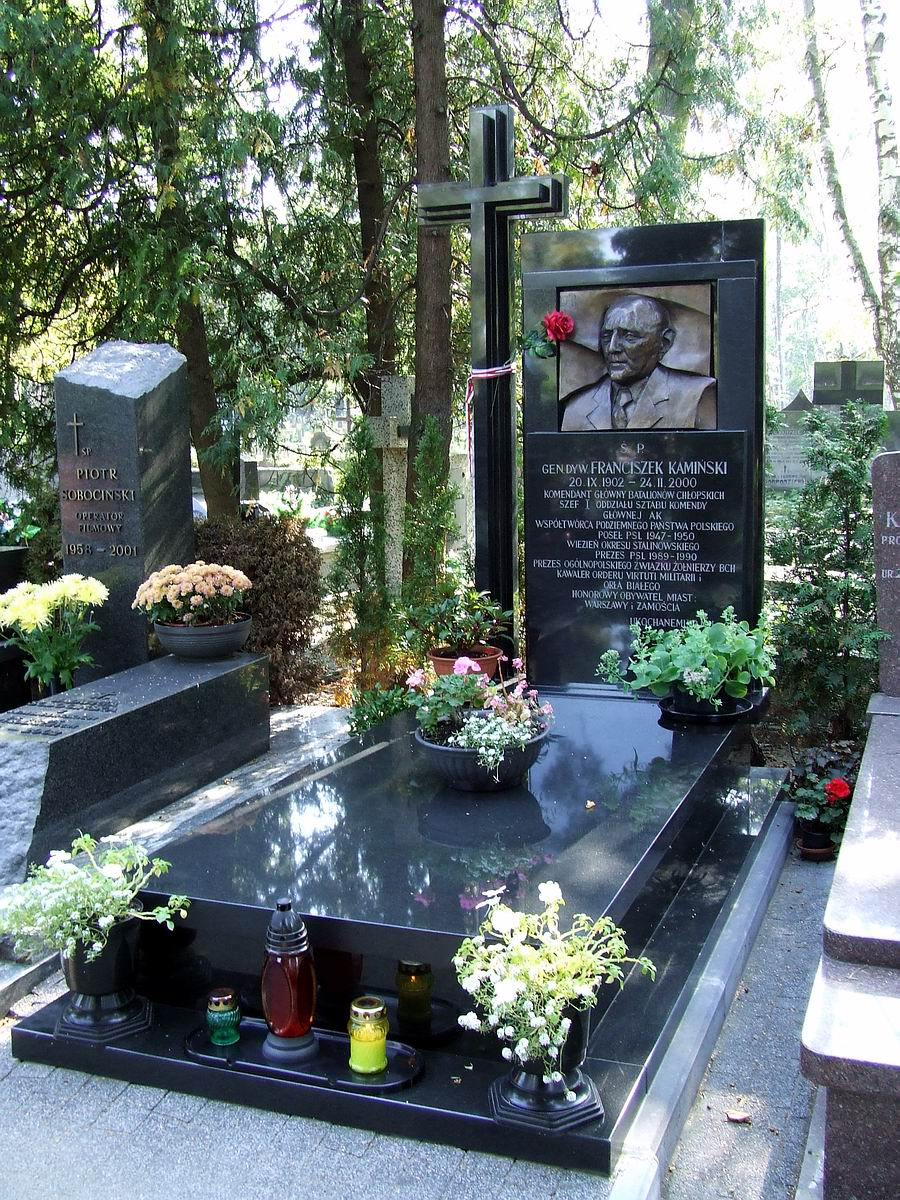
Grób gen. Franciszka Kamińskiego na Cmentarzu Wojskowym na Powązkach w Warszawie

Komenda Główna była zorganizowana w następujący sposób:
- Komendantem Głównym był:
  - Franciszek Kamiński
- Szefem Sztabu był:
  - Kazimierz Banach
- Inspektorem Głównym był: 
  - Stanisław Koter
- Szefem Oddziału I Organizacyjnego był:
  - Stanisław Koter
- Szefami Oddziału III Szkoleniowego byli kolejno: 
  - Alojzy Horak
  - Bogumił Karaszewski
- Szefem Oddziału IV Kwatermistrzostwa  był:
  - Stanisław Araszkiewicz
- Szefami Oddziału V Łączności były kolejno:
  - Maria Maniakówna
  - Maria Żelechowska-Wyrzykowska
  - Helena Brodowska
- Szefem Oddziału Va Łączności z zagranicą była:
  - Maria Szczawińska
- Szefem Oddziału VI Prasy i informacji byli kolejno:
  - Jan Dec
  - Kazimierz Banach
- Szefem Oddziału VII Oddziałów Specjalnych był:
  - Jerzy Mara-Meÿer
- Szefem Sanitarnym był:
  - Henryk Gnoiński
- Oficerami do zleceń Komendy Głównej byli:
  - Jerzy Mara-Meÿer
  - Jan Szydluk
  - Tadeusz Golka
- W skład centralnego kierownictwa Ludowego Związku Kobiet i Zielonego Krzyża wchodziły:
  - Maria Szczawińska
  - Anna Chorąży
  - Weronika Tropaczyńska-Ogarkowa
- Łączniczkami Komendy Głównej były: Maria Biernacka, Joanna Borkowska-Cabaj, Anna Koter, Krystyna Czerwijowska, Weronika Gałaj, Krystyna Idzikowska, Eugenia Łyś, Irena Kowalska, Henryka Kamińska, Michalina Munkiewicz, Joanna Niećko, Helena Piątkowska, Zofia Wojtaś, Barbara Poniatowska, Stanisława Stefańska, Anna Szalbut, Stanisława Szeliska, Anna Świetlicka, Leokadia Wiśniewska, Zofia Załęska.